# Ida Hofmann
Ida Hofmann-Oedenkoven, född 1864 i Transsylvanien, död 12 juli 1926 i São Paulo, var en pianist och författare.
Ida Hofmanns far var en sångare och kompositör av ungerska nationalsånger. Hon utbildade sig till musiklärare i Cetinie i Montenegro och undervisade montenegrinska prinsessor i hovet i Mecklenburg-Strelitz. Hon kallades av den ungerska fursten Bathyany till Wien. 
Hon intresserade sig för feminism och levnadsreformer och startade tillsammans med sin senare man Henri Oedenkoven och bröderna Karl och Gusto Gräser år 1900 konstnärskolonin Monte Verità i Ascona i Schweiz. Hon spelade konserter i Schweiz och var skriftställare på flera av de sju språk som hon helt behärskade. 
Ida Hofmann separerade från Oedenkoven 1915. Från Monte Veritá flyttade Ida Hofmann 1920 med Henri Oedenkoven och dennes nya kvinna Isabelle först till södra Spanien och därefter till Joinville i Brasilien. Där var hon med och grundade ytterligare en koloni, Monte Sol. Hon vistades senare i Curitiba, där hon arbetade med radiosändningar, i São Bento och mot slutet av sitt liv hos sin syster i Lapa i  Paraná.